# Д’Аркур, Анн-Пьер
Анн-Пьер д'Аркур (фр. Anne Pierre d'Harcourt; 2 апреля 1701 — 23 декабря 1783, Париж) — французский военный и государственный деятель, граф, затем маркиз де Бёврон, граф де Лилльбон, 4-й герцог д'Аркур, пэр и маршал Франции, губернатор Нормандии, рыцарь орденов короля.

## Биография
Пятый сын маршала Франции герцога Анри д'Аркура и Мари Анн Клод Брюлар.
В 1716 поступил кадетом в роту королевской гвардии, в том же году после смерти старшего брата Луи-Анри д'Аркура унаследовал должность генерального наместника Верхней Нормандии, губернатора Старого дворца в Руане и титул графа де Бёврона.
9 февраля 1719 стал капитаном Королевского иностранного полка с которым участвовал в войне Четверного альянса на испанской границе — осадах Фуэнтеррабии, Сан-Себастьяна и Росаса. 29 июля 1721 стал командиром полка.
2 февраля 1727 получил роту в Королевском иностранном кавалерийском полку, сохранив при этом свой ранг командира полка; служил в лагере на Мозеле 10 июля — 9 августа 1727, в лагере на Верхнем Маасе в 1730, в лагере Эмери на Самбре 31 августа — 30 сентября 1732, в лагере в области Меца в 1733.
Во время войны за Польское наследство 10 марта 1734 назначен командиром кавалерийского полка Аркура, присоединился к Итальянской армии, в июне участвовал в битве при Парме, в сентябре — при Гуасталле. 18 сентября произведен в бригадиры. В кампанию 1735 участвовал во взятии нескольких крепостей, вернулся во Францию в августе 1736.
15 февраля 1738 назначен кампмейстер-лейтенантом Королевского кавалерийского полка; покинул полк Аркура.
В начале войны за Австрийское наследство приказом от 20 июля 1741 определен в армию, посланную в Баварию. В составе седьмой дивизии 21 августа выступил из Люксембурга, участвовал во взятии и обороне Праги, после тяжелого зимнего отступления вернулся во Францию в составе третьей дивизии в феврале 1743.
20 февраля 1743 назначен лагерным маршалом; покинул Королевский полк.
1 мая 1743 направлен в Рейнскую армию, был ранен в битве при Деттингене, остаток кампании провел под командованием своего брата герцога д'Аркура.
1 апреля 1744 снова был направлен под командование брата в Мозельскую армию, в мае был под Валансьеном, в июле на Маасе, в августе в Эльзасе; участвовал в победе над генералом Надашди на высотах Саверна, затем присоединился к Рейнской армии, 30-го форсировал эту реку, после чего участвовал в осаде и взятии Фрайбург.
1 апреля 1745 определен в армию короля; сражался под командованием Морица Саксонского при Фонтенуа, затем был направлен в составе отряда д'Эстре преследовать отступавшего противника, взял в плен 1300 человек и захватил 115 артиллерийских упряжек. Затем участвовал в осаде и взятии города и цитадели Турне.
1 мая 1746 снова определен в армию короля; участвовал в осаде Намюра и битве при Року. 20 мая 1747 направлен в Итальянскую армию маршала Бель-Иля, участвовал в завоевании графства Ниццы, Вильфранша, Монтальбана, Вентимильи.
1 января 1748 произведен в чин генерал-лейтенант, с 1 июня по 1 августа находился на пьемонтской границе.
После смерти брата 11 июля 1750 унаследовал должность губернатора бывшего Седанского княжества, после смерти другого брата, аббата д'Аркура, 27 сентября того же года стал герцогом д'Аркуром и пэром Франции.
31 декабря 1755 направлен руководить обороной берегов Нормандии; принятые им меры помешали англичанам во время Семилетней войны произвести бомбардировки Гавра и Шербура.
26 мая 1764 назначен губернатором Нормандии. В 1775 пожалован в чин маршала Франции.

## Семья
Жена (7.02.1725): Тереза Евлалия де Бополь де Сент-Олер (1705—1739), дочь Луи де Бополя, маркиза де Сент-Олера (ок. 1678—1709), и Мари Терезы де Ламберт
Дети:
- Франсуа-Анри, герцог д'Аркур (1726—1802). Жена (13.06.1752): Катрин Схоластика д'Обюссон де Ла Фейяд (1733—1815), дочь Юбера Франсуа д'Обюссон де Ла Фейяда, графа де Ла Фейяда (1707—1735), и Катрин Схоластики Базен, виконтессы де Мабли (1706—1779)
- Анн-Франсуа, д'Аркур (1727—1797), герцог де Бёврон. Жена (13.01.1749): Мари-Катрин Руйе де Жуи (ок. 1731—1812), дочь Антуана Луи Руйе, графа де Жуи (1689—1761), и Катрин Паллю (1696—1774)